# Ejnar Mikkelsen
Ejnar Mikkelsen (23 de diciembre de 1880-1 de mayo de 1971) fue un explorador y escritor danés. Es conocido por sus expediciones en Groenlandia.

## Biografía

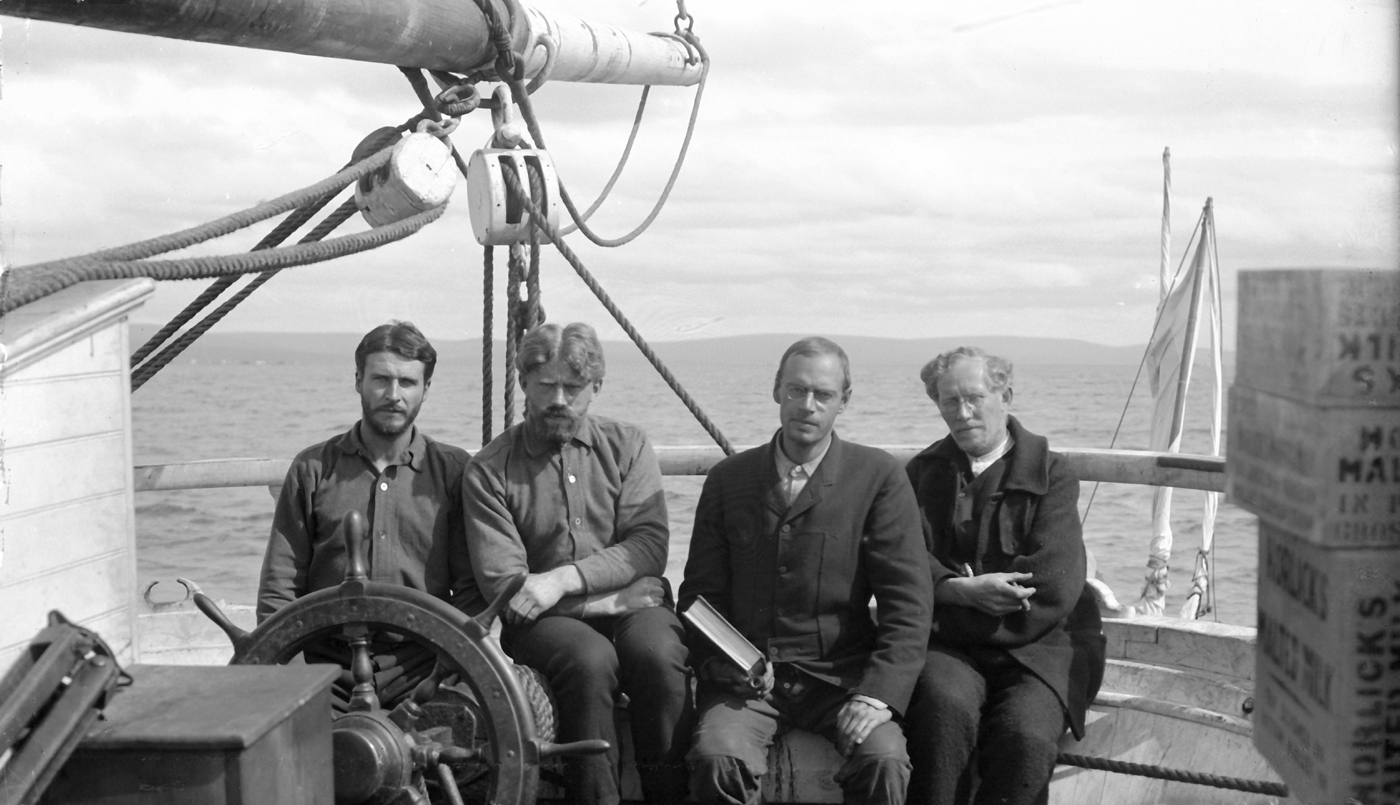
Integrantes de la Expedición Polar Angloamericana (1906): Ernest de Koven Leffingwell (izquierda), Capitán Ejnar Mikkelsen, G.P. Howe, Ejnar Ditlevsen

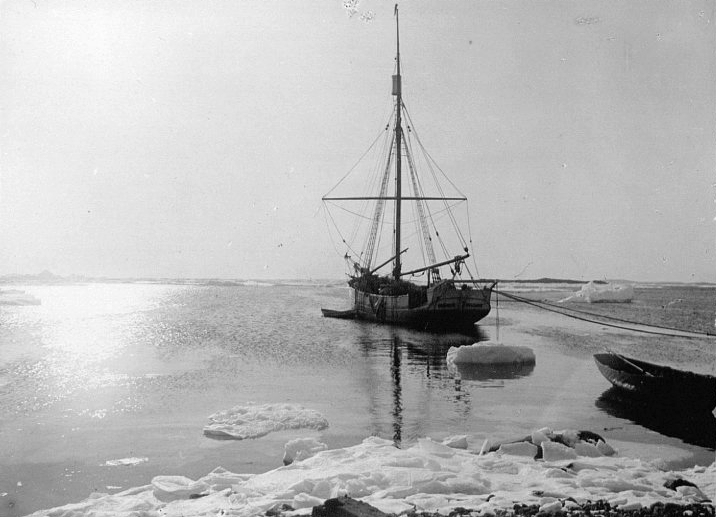
Alabama, el barco de la expedición de Mikkelsen en 1909

Mikkelsen nació el 23 de diciembre de 1880 en Vester Brønderslev, Jutlandia.
En 1900 sirvió en la expedición del Vicealmirante Sir Georg Carl Amdrup a Tierra del Rey Christian X, en el este de Groenlandia. Después, sirvió en la expedición polar de Baldwin-Ziegler a Tierra de Francisco José, que tuvo lugar de 1900 a 1902.
Con Ernest de Koven Leffingwell, organizó la expedición polar angloamericana, que pasó el invierno en Leffingwell Camp Site, en Flaxman Island (Alaska), en 1906–07. Perdieron su barco, pero en un viaje en trineo sobre el hielo localizaron la placa continental del Océano Ártico, 105 kilómetros mar adentro donde, en un lapso de 3.2 km, la profundidad del mar aumentó 50 metros hasta alcanzar más de 690 metros.
Mikkelsen organizó una expedición para cartografiar la costa noreste de Groenlandia y recuperar los cuerpos del desafortunado líder de la Expedición danesa de 1880, Ludvig Mylius-Erichsen, y del cartógrafo, Niels Peter Høeg Hagen, además de sus registros. Para esta tarea, Mikkelsen pasó el invierno de 1909 a 1910 en la Isla Shannon. Su barco de madera, el Alabama, quedó atrapado en el hielo de la Isla Shannon y, mientras exploraba, el resto del grupo regresó a casa en un ballenero. Mikkelsen permaneció con su ingeniero, Iver Iversen, y logró superar una serie de peligrosos viajes en trineo. Recuperaron los registros perdidos en un túmulo en la cabecera del Fiordo de Dinamarca, descubriendo que "el Canal de Peary no existe".
Por lo tanto, refutó la existencia de un hipotético canal marítimo que discurría de este a oeste separando Tierra de Peary en el extremo norte de Groenlandia del continente más al sur.
Los dos exploradores regresaron a la Isla Shannon y descubrieron que la tripulación se había ido. Sin embargo, la tripulación antes de marcharse había usado vigas y tablas recuperadas de su navío, el Alabama, para construirles una pequeña cabaña que les sirviera de refugio si regresaban. Mikkelsen e Iversen pasaron dos inviernos en la cabaña antes de ser rescatados por un ballenero noruego en el verano de 1912. La conocida como "Cabaña de Alabama" ha sobrevivido y fue fotografiada durante una visita del buque de inspección de la Armada danesa, HDMS Ejnar Mikkelsen, en septiembre de 2010.
En 1924, dirigió una expedición para colonizar lo que más tarde sería Ittoqqortoormiit. En 1932, dirigió la "Segunda expedición del Comité Scoresbysund a Groenlandia Oriental" que llevó a cabo las primeras excavaciones arqueológicas en la Intrusión de Skaergaard a orillas del fiordo de Kangerlussuaq.
En 1970, con motivo de su 90 cumpleaños, se le rindió un homenaje nacional en Dinamarca. Murió en Copenhague unos meses después, el 1 de mayo de 1971. En 2009, la "Royal Danish Navy" nombró al segundo patrullero de la clase Knud Rasmussen "HDMS Ejnar Mikkelsen". La Cordillera Ejnar Mikkelsen lleva también su nombre.

## Obras literarias
- Conquering the Arctic Ice (Londres, 1909)
- Lost in the Arctic (1913). Donde se relatan algunas de sus expediciones a Groenlandia.
- Mylius-Erichsen's Report on the Non-Existence of Peary's Channel (1913)
- Tre Aar par Grönlands Ostkyst (1914)
- Nord-syd-øst-vest (1917)
- Norden For Lov og Ret, a story (1920)
  - traducido como Frozen Justice (1922)
- John Dale, una novela (1921)
- Farlig Tomansfaerd (1955)
  - traducido como Two Against the Ice, (1957)

## Reconocimientos
- 1933 Hans Egede Medal de la Royal Danish Geographical Society.
- 1935 Patron's Medal de la Royal Geographical Society

## En la cultura popular
La película Against the Ice, estrenada el 2 de marzo de 2022, narra la célebre expedición de Mikkelsen a Groenlandia. Fue interpretado por Nikolaj Coster-Waldau.

## Otras lecturas
- Meddelelser om Grønland (50 volúmenes, Copenhague, 1876–1912)
- Varios autores (1920, actualmente en dominio público). «Mikkelsen, Ejnar».  En Rines, George Edwin, ed. Encyclopedia Americana (en inglés).